# Hindaun
Hindaun è una suddivisione dell'India, classificata come municipality, di 84.784 abitanti, situata nel distretto di Karauli, nello stato federato del Rajasthan. In base al numero di abitanti la città rientra nella classe II (da 50.000 a 99.999 persone).

## Geografia fisica
La città è situata a 26° 43' 0 N e 77° 1' 0 E e ha un'altitudine di 234 m s.l.m..

## Società

### Evoluzione demografica
Al censimento del 2001 la popolazione di Hindaun assommava a 84.784 persone, delle quali 45.488 maschi e 39.296 femmine. I bambini di età inferiore o uguale ai sei anni assommavano a 15.029, dei quali 7.977 maschi e 7.052 femmine. Infine, coloro che erano in grado di saper almeno leggere e scrivere erano 51.655, dei quali 32.505 maschi e 19.150 femmine.